# 施托克海姆 (布拉肯海姆)

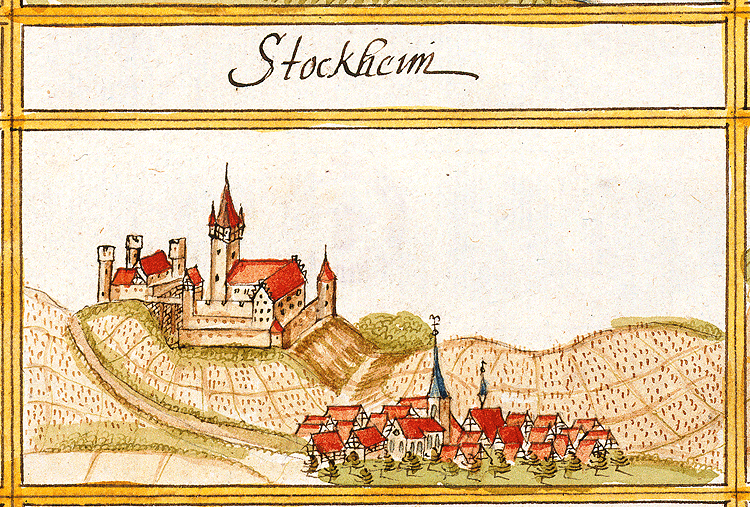
1684年左右的施托克海姆

施托克海姆（德語：Stockheim，發音：[ˈʃtɔkˌhaɪm]）是德國巴登-符腾堡海尔布隆县的一个村庄，它位于海尔布隆西南约10公里处的武尔姆河谷（Wurmbachtal），當地距離霍伊谢尔山比較近。施托克海姆于1974年并入了布拉肯海姆。當地约有1,000名居民。